# 8691 Етсуко
8691 Етсуко (8691 Etsuko) — астероїд головного поясу, відкритий 21 жовтня 1992 року.
Тіссеранів параметр щодо Юпітера — 3,477.